# Ореоґене
Ореоґене (Оре-Окгене) (д/н — бл. 1701) — 14-й великий оба (володар) держави Едо в 1689—1701 роках.

## Життєпис
Походив з однієї з молодших гілкох Другої династії. Про нього обмаль відомостей. 1684 року посів трон. Продовжив практику підпорядкування думкі ради знаті (узама н'іхінрон). Є згадка, що Ореоґене став католиком. 1692 року отримав листа від папи римського Інокентія XII.
Помер 1701 року. Трон успадкував внучатий небіж Евуакпе.